# ダン・ディディオ
ダン・ディディオ（Dan DiDio; [dɪˈdiːoʊ]; 1959年10月13日 - ）は、アメリカ合衆国のテレビ及びコミック業界で活動する脚本家、編集者、発行人である。2010年2月から2020年2月までジム・リーと共にDCコミックスの発行人を務めていた。2003年に『ウィザード』誌により「マン・オブ・ザ・イヤー」に選出された。

## キャリア

### テレビ
DCコミックス入社以前は1981年よりテレビ業界で働いていた。ディディオはメインフレーム・エンターテインメントでフリーランスライター兼ストーリーエディターを務め、主に『リブート』や『シャドウレイダース』に取り組んでいた。

### DCコミックス
ディディオは2002年1月にDCコミックスに副社長兼編集として入社し、また『スーパーボーイ』（第91-100号）の脚本家にも就任した。2004年10月に彼はDCユニバースの副社長兼編集長に昇進した。2006年以来、ディディオは「DCネーション」という週刊コラムを執筆し、DCの多くの主要なスーパーヒーロー作品の最後のページに掲載された。もともとこのコラムは彼が監修したプロジェクトである1年続いた週刊のマキシシリーズ『52』のものであった。2010年2月18日、DCエンターテインメントの社長のダイアン・ネルソンによってディディオはジム・リーと共にDCコミックスの発行人に任命された。
ディディオは2008年と2009年のDCハロウィン・スペシャルと2009年のホリデー・スペシャルでコミックの脚本に復帰した。2009年に彼は『ウェンズデー・コミックス』のメタルメンのレギュラー脚本を務めた。2010年1月、ディディオは『ウィアード・ウエスタン・テールズ』のクロスオーバー「ブラッケスト・ナイト」のタイイン号と『アウトサイダーズ』のレギュラー脚本を務めた。2011年に彼は発行人としてDCの全現行タイトルのリブートを監修し、またキース・ギフェン作画の『OMAC』誌の脚本家を務めた。さらに同年にディディオは『DCユニバース・プレゼンツ』のチャレンジャー・オブ・ジ・アンノウンのストーリーの脚本を務めた。
2012年7月、サンディエゴ・コミコンの一環でディディオとジム・リーは、各テーマに応じて特殊メイクアーティストが優れたメイクを作成し、競い合うSyfyのリアリティ番組『Face Off』のエピソード「Heroic Proportions」の製作に参加した。ディディオとリーは新しいスーパーヒーローを創造するというそのエピソードの課題を出場者たちに提示し、6人のDCコミックスのアーティストがアイデアの開発を支援した。優勝したキャラクターであるインファーナル・コア（アンソニー・コサール作）は『ジャスティス・リーグ・ダーク』第16号（2013年3月）に登場し、2013年1月30日に出版された。このエピソードは2013年1月22日に第4シーズン第2話として放送された。
2012年9月、ディディオはブレント・アンダーソン作画のオンゴーイング誌『ファントム・ストレンジャー』の脚本を書いた。ディディオは2014年にキース・ギフェンと再び組んで『インフィニティマン&フォーエバー・ビープル』を書いた。2018年にディディオはDCの「ダークマター」ラインの一環でジャスティン・ジョーダン、ケネス・ロカフォートと共に『サイドウェイズ』を立ち上げた。
2020年2月21日、ディディオは10年間務めたDCコミックスの共同発行人を退任した。会社側は人事異動の理由を公表せず、彼自身による決定なのか会社によるものなのかも明かさなかった。またこの前月よりDCは数人の経営幹部を解雇していた。『ブリーディング・クール』はディディオが解雇されたものであると報じた。

## 作品

### コミック
- Metal Men #1-12 (2019-2020)
- Adam Strange/Future Quest Special #1 (2017)
- Batman and the Outsiders vol. 2 #40 (2011)
- Batman Black and White vol. 2 #2 (2013)
- Batman Incorporated Special #1 (2013)
- DC Infinite Halloween Special #1 (2007)
- DC Universe Presents #6–8 (チャレンジャー・オブ・ジ・アンノウン（英語版）); #0 (OMAC（英語版）) (2012)
- DCU Halloween Special #1 (2008)
- DCU Holiday Special #1 (2009)
- Infinity-Man and the Forever People #1–9 (2014–2015)
- Infinity-Man and the Forever People: Futures End #1 (2014)
- Justice League Dark # 23.1– 23.2 (2013)
- Justice League International Annual vol. 2 #1 (2012)
- O.M.A.C. vol. 3 #1–8 (2011–2012)
- Outsiders vol. 4 #26–39 (2010–2011)
- Phantom Stranger vol. 4 #0, #1–8 (2012–2013)
- Sideways #1–13 (2018–2019)
- Superboy vol. 3 #94–100 (2002)
- Trinity of Sin: The Phantom Stranger: Futures End #1 (2014)
- Wednesday Comics #1–12 (メタルメン（英語版）) (2009)
- Weird Western Tales #71 (2010)

### テレビ
- リブート ReBoot (1997–1999) 第3シーズン、ストーリーエディター
  - "Where No Sprite Has Gone Before" (第29話) ギャヴィン・ブレア、フィル・ミッチェル、イアン・ピアソンと共同原案
  - "Number 7" (第30話)
  - "Return of the Crimson Binome" (第32話) ギャヴィン・ブレア、クリスティ・マークス（英語版）、フィル・ミッチェル、イアン・ピアソンと共同原案
  - "The Edge of Beyond" (第33話) ギャヴィン・ブレア、クリスティ・マークス、フィル・ミッチェル、イアン・ピアソンと共同原案
  - "Web Riders on the Storm" (第34話) ギャヴィン・ブレア、イアン・ピアソン、レン・ウェイン（英語版）、フィル・ミッチェル、マーヴ・ウルフマン（英語版）と共同原案
  - "Mousetrap" (第35話) ギャヴィン・ブレア、イアン・ピアソン、レン・ウェイン、フィル・ミッチェル、マーヴ・ウルフマンと共同原案
  - "Megaframe" (第36話) ギャヴィン・ブレア、キャサリン・ローレンス（英語版）、フィル・ミッチェル、イアン・ピアソンと共同原案
  - "Showdown" (第37話) ギャヴィン・ブレア、イアン・ピアソン、レン・ウェイン、フィル・ミッチェル、マーヴ・ウルフマンと共同原案
  - "System Crash" (第38話) ギャヴィン・ブレア、イアン・ピアソン、レン・ウェイン、フィル・ミッチェル、マーヴ・ウルフマンと共同原案
  - "End Prog" (第39話) ギャヴィン・ブレア、イアン・ピアソン、レン・ウェイン、フィル・ミッチェル、マーヴ・ウルフマンと共同原案
- シャドウレイダース Shadow Raiders (1998–1999) レン・ウェインとの共同ストーリーエディター
  - "Blaze of Glory" (第17話)
  - "Ascension" (第26話) ケン・ポンタック（英語版）と共同脚本